# 井字棋

一個X方取勝的例子

動畫示例

井字棋（Tic-Tac-Toe），中國大陸、臺灣又稱為井字游戏、圈圈叉叉、大告圓圈（上海話“大告”就是叉）；另外也有打井遊戲、○×棋的稱呼，香港多稱井字過三關、过三关，是種纸笔游戏，另有多種衍生變化玩法。

## 玩法

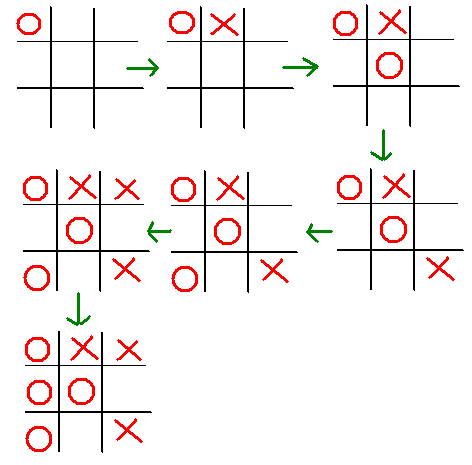
图一

两个玩家，一個打圈(◯)，一個打叉（✗），轮流在3乘3的格上打自己的符号，最先以横、直、斜连成一线则为胜。
如果雙方都下得正確無誤，棋盤將會被填滿而和局。
这种游戏实际上是由第一位玩家所控制，第一位玩家是攻，第二位玩家是守。
第一位玩家在角位行第一子的话赢面最大（见图一），第二位玩家若是在邊，角位下子，第一位玩家就可以以两粒连线牵制著第二位玩家，然后制造「两头蛇」，所以他必須下中央。如第一位玩家下在中央，則第二位玩家必須下在角位才不會輸。如第一位玩家下在邊位，第二位玩家可以下在中央或角位，或是與第一位玩家下的位置相對的邊位。

### 變化
因為原本的遊戲如果下法無誤，將得和局，所以出現變化，玩法是在下完第七子時（先方第四子），最初的第一子要消失，第八子下完第二子消失，以此類推，保持盤上只有六子，下子後必須先處理消失之子，方可判斷是否連成一條線，這種玩法普通在紙上玩時，通常不用圈叉，多以不同顏色數字來表示（不然難以分辨何子先下，但是高手可以不用數字），不過後來各類翻譯機都內建此遊戲，就都以圈叉表示了。
此種玩法難度增高，但卻有必勝法，先下者如下在邊則必勝，如下角或中央，雙方正確進行會和局，但是由於變化複雜（若只用圈叉不用數字），多數人難以計算此變化，容易下錯，增加遊戲娛樂性。

## 歷史
在三排棋盤上玩的遊戲可以追溯到古埃及，在公元前1300年左右的屋瓦上發現了這種遊戲板。
井字遊戲的早期變化是在公元前一世紀左右的羅馬帝國播出的。

## 人工智能

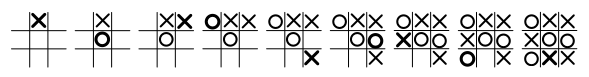
和局

这种游戏的变化简单，常成为博弈论和遊戲樹搜寻的教学例子。这个游戏只有765个可能局面，26830个棋局。如果将对称的棋局视作不同，则有255168个棋局。
由于这种游戏的结构简单，早期这游戏就成为了人工智能的一个好题目。学生都要从既有的玩法中，归纳出游戏的致胜之道，并将策略演绎成为程式，让电脑与用户对弈。
1950年制作的游戏《Bertie the Brain》是早期电子游戏史最初的游戏之一，该游戏便是和人工智能对弈井字棋。
世界上最早的电脑游戏之一，1952年为EDSAC电脑制作的《OXO》游戏，就是以该游戏为题材，可以正确无误地与人类对手下棋。

## 變種

### 立體井字棋
由原來的平面過三關，改變成為立體的3x3x3過三關，當己方三個符號以在三維上，縱、橫、斜方向連成一線時獲勝（總共有49條獲勝連線）。不過趣味不高，因為只要先手第一手下在立方體中央就保證必勝，（立方體中央可以控制多達13條連線）而且這個遊戲完全沒有和局的可能，不管雙方各佔幾格都一樣。如果禁止先手第一手下在立方體中央，則變成後手必勝。如果直接刪除立方體中央的格子，則又變成先手必勝。
為增加趣味性，可使用4x4x4過四關，總共有76條獲勝連線，此時先手雖然仍然為必勝，不過難度增大，或者一樣使用3x3x3，但雙方各執兩種棋子並依序使用，在同種棋子連成一線時，就贏得勝利。
例：玩家甲執○◎子；玩家乙執Ｘ※子，下子順序依序為○（玩家甲）Ｘ（玩家乙）◎（玩家甲）※（玩家乙）。○◎○連成一線不算甲方贏，因雖然皆甲方之子，但種類不同；甲方需○○○連成一線或◎◎◎連成一線才算贏。
還有一種玩法是做成像方垛式四子棋這樣，棋子會因地心引力落下在底部或其他棋子上，為4x4x4方垛式四子棋的3x3x3三子棋版本，跟原本的立體井字棋一樣都沒有和局的可能。此遊戲如果先手第一手下在角落則必勝，如果後手第一手下在底面中央則先手第二手就下在立方體中央，否則先手就把底面當成原本二維3x3井字棋的棋盤，一樣必勝。
另一種玩法是以三位玩家來進行遊戲，連成一線者贏，連成一線者的上家為輸，有一方將不贏不輸。此時，如果三個人都很會玩，則將會和局。
- 九井棋
- 三子棋

## 流行文化
- 在電影《戰爭遊戲》中，擁有人工智慧和自我學習能力的電腦WOPR透過井字棋了解到核戰爭之中沒有贏家。

## 外部連結
- 「OOXX」怎麼玩都沒輸沒贏？ 只要下在「這裡」就能輕鬆獲勝！ （页面存档备份，存于）
- 圈圈叉叉之攻略心得（內有必勝走法）
- 圈圈叉叉OX棋下法:破解以及推算方式与过程 （一）
- 如何在井字遊戲中提高「獲勝」機率【有字幕】 （页面存档备份，存于）
- 成為真正的遊戲高手
- 圈圈叉叉之攻略心得（內有必勝走法）
- 圈圈叉叉OX棋下法:破解以及推算方式與過程 （一）
- 井字遊戲必勝密訣